# Canopus
Canopus (α Car / α Carinae / Alpha Carinae) este cea mai luminoasă stea din constelația Carena și cea de-a doua stea ca luminozitate pe timp de noapte, având o magnitudine aparentă de −0.72, fiind depășită doar de Sirius.

Canopus este o giganta luminoasa de tip F, a carei magnitudine aparenta este de -0,72. Magnitudinea sa absoluta este -5,53. Aceasta stea este de 13.600 de ori mai stralucitoare decat Soarele și se afla la 310 ani lumina distanta de sistemul nostru solar. Canopus are cea mai mare luminozitate între toate stelele pe o rază de 700 de ani lumină de la Soare.
Coordonate:  06h 23m 57.1099s, −52° 41′ 44.378″